# Solkurva (1976)
Solkurva är en roman av Helmer Furuholm. Utkom första gången 1976. Historien utspelar sig kring byggandet av den smalspåriga järnvägen mellan Växjö och Klavreström.